# Norma Shearer
Norma Shearer (n. 10 august 1902, Montréal, provincia Québec, Canada – d. 12 iunie 1983, Woodland Hills⁠(d), California, SUA) a fost o actriță americană de teatru și film, câștigătoare a Premiului Oscar pentru cea mai bună actriță, în 1930.

## Filmografie

### Filme mute: 1919–1928
| An   | Titlu                                | Rol                              | Regizor                          | Alți membri ai distibuției                                                                   | Note                                               |
| ---- | ------------------------------------ | -------------------------------- | -------------------------------- | -------------------------------------------------------------------------------------------- | -------------------------------------------------- |
| 1919 | The Star Boarder                     | Member of the Big V Beauty Squad | Larry Semon                      | Larry Semon, Lucille Carlisle, Frank Alexander                                               |                                                    |
| 1920 | The Flapper                          | nemenționată                     | Alan Crosland                    | Olive Thomas, Warren Cook                                                                    |                                                    |
| 1920 | Way Down East                        | Barn dancer                      | D. W. Griffith                   | Lillian Gish, Richard Barthelmess                                                            |                                                    |
| 1920 | The Restless Sex                     | nemenționată                     | Leon D'Usseau, Robert Z. Leonard | Marion Davies, Ralph Kellard                                                                 |                                                    |
| 1920 | Torchy's Millions                    | nemenționată                     |                                  | Johnny Hines, Dorothy Mackaill                                                               |                                                    |
| 1920 | The Stealers                         | Julie Martin                     | Christy Cabanne                  | William H. Tooker, Robert Kenyon, Myrtle Morse                                               |                                                    |
| 1921 | The Sign on the Door                 | nemenționată                     | Herbert Brenon                   | Norma Talmadge, Charles Richman, Lew Cody                                                    |                                                    |
| 1922 | The Leather Pushers                  | nemenționată                     | Edward Laemmle                   | Reginald Denny, Billy Sullivan                                                               | parțial pierdut                                    |
| 1922 | The End of the World                 | nemenționată                     | Harvey G. Matherson              | Jack Pickford                                                                                |                                                    |
| 1922 | The Man Who Paid                     | Jeanne Thornton                  | Oscar Apfel                      | Wilfred Lytell, Florence Rogan                                                               | film pierdut                                       |
| 1922 | Channing of the Northwest            | Jess Driscoll                    | Ralph Ince                       | Eugene O'Brien, Gladden James                                                                | film pierdut                                       |
| 1922 | The Bootleggers                      | Helen Barnes                     | Roy Sheldon                      | Walter Miller, Paul Panzer, Jules Cowles, Hazel Flint                                        | film pierdut                                       |
| 1923 | A Clouded Name                       | Marjorie Dare                    | Austin O. Huhn                   | Gladden James, Yvonne Logan, Richard Neill                                                   |                                                    |
| 1923 | Man and Wife                         | Dora Perkins                     | John L. McCutcheon               | Maurice Costello, Gladys Leslie                                                              |                                                    |
| 1923 | The Devil's Partner                  | Jeanne                           | Caryl S. Fleming                 | Charles Delaney, Henry Sedley                                                                |                                                    |
| 1923 | Pleasure Mad                         | Elinor Benton                    | Reginald Barker                  | Huntley Gordon, Mary Alden                                                                   |                                                    |
| 1923 | The Wanters                          | Marjorie                         | John M. Stahl                    | Marie Prevost, Robert Ellis, Gertrude Astor                                                  | film pierdut                                       |
| 1923 | Lucretia Lombard                     | Mimi Winship                     | Jack Conway                      | Irene Rich, Monte Blue, Marc McDermott                                                       |                                                    |
| 1924 | The Trail of the Law                 | Jerry Vardon                     | Oscar Apfel                      | Wilfred Lytell, John P. Morse                                                                | film pierdut                                       |
| 1924 | The Wolf Man                         | Elizabeth Gordon                 | Edmund Mortimer                  | John Gilbert, Alma Francis, Eugene Pallette                                                  | film pierdut                                       |
| 1924 | Blue Water                           | Lillian Denton                   | David Hartford                   | Pierre Gendron, Jane Thomas                                                                  |                                                    |
| 1924 | Broadway After Dark                  | Rose Dulane                      | Monta Bell                       | Adolphe Menjou, Anna Q. Nilsson, Edmund Burns, Carmel Myers                                  | film pierdut                                       |
| 1924 | Broken Barriers                      | Grace Durland                    | Reginald Barker                  | James Kirkwood, Adolphe Menjou, Mae Busch                                                    | Statut necunoscut                                  |
| 1924 | Empty Hands                          | Claire Endicott                  | Victor Fleming                   | Jack Holt, Charles Clary                                                                     | film pierdut                                       |
| 1924 | Married Flirts                       | cameo appearance                 | Robert G. Vignola                | Pauline Frederick, Conrad Nagel, Mae Busch                                                   | film pierdut                                       |
| 1924 | He Who Gets Slapped                  | Consuelo                         | Victor Sjöström                  | Lon Chaney, John Gilbert, Tully Marshall                                                     |                                                    |
| 1924 | The Snob                             | Nancy Claxton                    | Monta Bell                       | John Gilbert, Conrad Nagel, Phyllis Haver, Hedda Hopper                                      | film pierdut                                       |
| 1925 | 1925 Studio Tour                     | herself                          |                                  |                                                                                              | scurtmetraj                                        |
| 1925 | Excuse Me                            | Marjorie Newton                  | Alfred J. Goulding               | Conrad Nagel, Renée Adorée, Walter Hiers, John Boles                                         | Statut necunoscut                                  |
| 1925 | Lady of the Night                    | Molly Helmer / Florence Banning  | Monta Bell                       | Malcolm McGregor, Dale Fuller                                                                |                                                    |
| 1925 | Waking Up the Town                   | Mary Ellen Hope                  | James Cruze                      | Jack Pickford, Claire McDowell, Alec B. Francis                                              | incomplet                                          |
| 1925 | Pretty Ladies                        | Frances White                    | Monta Bell                       | ZaSu Pitts, Tom Moore, Ann Pennington, Lilyan Tashman                                        | Joan Crawford and Myrna Loy appear as chorus girls |
| 1925 | A Slave of Fashion                   | Katherine Emerson                | Hobart Henley                    | Lew Cody, William Haines, Mary Carr                                                          | film pierdut                                       |
| 1925 | The Tower of Lies                    | Glory/Goldie                     | Victor Sjöström                  | Lon Chaney, Ian Keith, Claire McDowell, William Haines                                       | film pierdut                                       |
| 1925 | His Secretary                        | Ruth Lawrence                    | Hobart Henley                    | Lew Cody, Willard Louis, Karl Dane                                                           | film pierdut                                       |
| 1926 | The Devil's Circus                   | Mary                             | Benjamin Christensen             | Charles Emmett-Mack, Carmel Myers, John Milian, Claire McDowell                              |                                                    |
| 1926 | Screen Snapshots                     | herself                          |                                  | Charlie Chaplin, Billie Dove, Leatrice Joy, Elinor Glyn, Paul Bern, William S. Hart, Tom Mix | scurtmetraj                                        |
| 1926 | The Waning Sex                       | Nina Duane                       | Robert Z. Leonard                | Conrad Nagel, George K. Arthur, Mary McAllister                                              | film pierdut                                       |
| 1926 | Upstage                              | Dolly Haven                      | Monta Bell                       | Oscar Shaw, Tenen Holz, Gwen Lee                                                             |                                                    |
| 1927 | The Demi-Bride                       | Criquette                        | Robert Z. Leonard                | Lew Cody, Lionel Belmore, Tenen Holz, Carmel Myers, Dorothy Sebastian                        | film pierdut                                       |
| 1927 | After Midnight                       | Mary Miller                      | Monta Bell                       | Lawrence Gray, Gwen Lee, Eddie Sturgis                                                       |                                                    |
| 1927 | The Student Prince in Old Heidelberg | Kathi                            | Ernst Lubitsch                   | Ramón Novarro, Jean Hersholt, Philippe De Lacy                                               |                                                    |
| 1928 | The Latest from Paris                | Ann Dolan                        | Sam Wood                         | George Sydney, Ralph Forbes, Tenen Holz                                                      | film pierdut                                       |
| 1928 | The Actress                          | Rose Trelawny                    | Sidney Franklin                  | Owen Moore, Gwen Lee, Lee Moran, Ralph Forbes                                                | film pierdut                                       |
| 1928 | Voices Across the Sea                | herself                          |                                  | Ernest Torrence, John Gilbert, Joan Crawford                                                 | scurtmetraj                                        |
| 1928 | A Lady of Chance                     | Angel Face Crandall              | Robert Z. Leonard                | Lowell Sherman, Gwen Lee, Johnny Mack Brown, Eugenie Besserer                                |                                                    |

### Filme sonore: 1929–1942
| An   | Titlu                          | Rol                                   | Regizor            | Alți membri ai distibuției | Note |
| ---- | ------------------------------ | ------------------------------------- | ------------------ | --- | --- |
| 1929 | The Trial of Mary Dugan        | Mary Dugan                            | Bayard Veiller     | Lewis Stone, H. B. Warner, Raymond Hackett, Lilyan Tashman | |
| 1929 | The Last of Mrs. Cheyney       | Fay Cheyney                           | Sidney Franklin    | Basil Rathbone, George Barraud, Herbert Bunston, Hedda Hopper | |
| 1929 | The Hollywood Revue of 1929    | herself as Juliet                     | Charles Reisner    | Conrad Nagel, Jack Benny, John Gilbert, Marion Davies, Joan Crawford, William Haines, Buster Keaton, Bessie Love, Marie Dressler                                                              | "Romeo and Juliet" sequence with Shearer and Gilbert shot in two-color Technicolor                                                  |
| 1929 | Their Own Desire               | Lucia "Lally" Marlett                 | E. Mason Hopper    | Belle Bennett, Lewis Stone, Robert Montgomery, Helene Millard, Cecil Cunningham | nominalizare la Academy Award for Best Actress (nominalizare la two films, Shearer won for The Divorcee)                            |
| 1930 | The Divorcee                   | Jerry Bernard Martin                  | Robert Z. Leonard  | Chester Morris, Conrad Nagel, Robert Montgomery, Florence Eldridge | won Academy Award for Best Actress                                                                                                  |
| 1930 | Let Us Be Gay                  | Mrs. Katherine Brown                  | Robert Z. Leonard  | Marie Dressler, Rod La Rocque, Gilbert Emery, Hedda Hopper, Raymond Hackett, Sally Eilers | |
| 1931 | Jackie Cooper's Birthday Party | herself                               | Charles Reisner    | Jackie Cooper, Lionel Barrymore, Matthew 'Stymie' Beard, Wallace Beery, Marion Davies, Marie Dressler, Jimmy Durante, Clark Gable, Charlotte Greenwood, Harpo Marx, Ramón Novarro, Anita Page | scurtmetraj |
| 1931 | Strangers May Kiss             | Lisbeth Corbin                        | George Fitzmaurice | Robert Montgomery, Neil Hamilton, Marjorie Rambeau, Irene Rich | |
| 1931 | The Stolen Jools               | herself                               | William C. McGann  | Wallace Beery, Buster Keaton, Edward G. Robinson | scurtmetraj |
| 1931 | A Free Soul                    | Jan Ashe                              | Clarence Brown     | Leslie Howard, Lionel Barrymore, James Gleason, Clark Gable | nominalizare la Academy Award for Best Actress (won by Marie Dressler for Min and Bill)                                             |
| 1931 | Private Lives                  | Amanda                                | Sidney Franklin    | Robert Montgomery, Reginald Denny, Una Merkel, Jean Hersholt | |
| 1931 | The Christmas Party            | herself                               | Charles Reisner    | Jerry Madden, Jackie Cooper, Reginald Denny, Clark Gable, Charlotte Greenwood, Cliff Edwards, Ramón Novarro, Marion Davies, Anita Page                                                        | scurtmetraj |
| 1932 | Smilin' Through                | Kathleen                              | Sidney Franklin    | Fredric March, Leslie Howard, O. P. Heggie | |
| 1932 | Strange Interlude              | Nina Leeds                            | Robert Z. Leonard  | Clark Gable, Alexander Kirkland, Ralph Morgan, Robert Young, May Robson, Maureen O'Sullivan                                                                                                   | |
| 1934 | Riptide                        | Lady Mary Rexford                     | Edmund Goulding    | Robert Montgomery, Herbert Marshall, Lilyan Tashman | |
| 1934 | The Barretts of Wimpole Street | Elizabeth Barrett Browning            | Sidney Franklin    | Fredric March, Charles Laughton, Maureen O'Sullivan | nominalizare la Academy Award for Best Actress (won by Claudette Colbert for It Happened One Night)                                 |
| 1936 | Romeo and Juliet               | Juliet                                | George Cukor       | Leslie Howard, John Barrymore, Edna May Oliver, Basil Rathbone, C. Aubrey Smith | nominalizare la Academy Award for Best Actress (won by Luise Rainer for The Great Ziegfeld)                                         |
| 1938 | Marie Antoinette               | Marie Antoinette                      | W. S. Van Dyke     | Tyrone Power, John Barrymore, Robert Morley, Anita Louise, Gladys George, Joseph Schildkraut, Henry Stephenson                                                                                | nominalizare la Academy Award for Best Actress (won by Bette Davis in Jezebel) winner of Best Actress Award at Venice Film Festival |
| 1938 | Hollywood Goes to Town         | herself                               | Herman Hoffman     | | scurtmetraj, featuring film performers as themselves                                                                                |
| 1939 | Idiot's Delight                | Irene Fellara                         | Clarence Brown     | Clark Gable, Edward Arnold, Charles Coburn, Joseph Schildkraut, Burgess Meredith, Laura Hope Crews                                                                                            | |
| 1939 | The Women                      | Mrs. Stephen Haines (Mary)            | George Cukor       | Joan Crawford, Rosalind Russell, Mary Boland, Paulette Goddard, Phyllis Povah, Joan Fontaine, Virginia Weidler, Lucile Watson, Marjorie Main, Virginia Grey, Ruth Hussey                      | notable for its all-female cast |
| 1940 | Escape                         | Countess Ruby von Treck               | Mervyn LeRoy       | Robert Taylor, Conrad Veidt, Alla Nazimova | |
| 1942 | We Were Dancing                | Victoria Anastasia 'Vicki' Wilomirska | Robert Z. Leonard  | Melvyn Douglas, Gail Patrick, Lee Bowman, Marjorie Main | |
| 1942 | Her Cardboard Lover            | Consuelo Croyden                      | George Cukor       | Robert Taylor, George Sanders | |